# Hen 2-131
Hen 2-131 ist ein Planetarischer Nebel, der von Karl  Gordon Henize verzeichnet wurde. Henize referenziert eine Beobachtung von Andrew David Thackeray, dem das besondere Spektrum und der Nebel um den Zentralstern HD 138403 aufgefallen ist.
Der Nebel ist rund 2.200 Parsec entfernt, dehnt sich mit 11,5 km/s aus und sein Zentralstern hat eine Temperatur von 34.000 Kelvin. Der Zentralstern variiert in der Helligkeit im Zyklus von mehreren Stunden um 0,1 bis 0,15 mag aufgrund eines schwankenden Sternwindes; er ähnelt darin den Planetarischen Nebel IC 418, IC 4593 und Hen 2-138.